# Zeilarn
Zeilarn település Németországban, azon belül Bajorországban. Lakosainak száma 2183 fő (2023. december 31.). Zeilarn Tann, Reut, Julbach, Marktl, Erlbach és Wurmannsquick községekkel határos.

## Népesség
A település népessége az elmúlt években az alábbi módon változott:
| Lakosok száma | 2167 | 2153 | 2131 | 2131 | 2138 | 2141 | 2157 | 2163 | 2216 | 2183 |
|               | 1970 | 1975 | 2011 | 2012 | 2014 | 2015 | 2017 | 2019 | 2022 | 2023 |